# عاموس نورس
عاموس نورس (به انگلیسی: Amos Nourse) سناتور سابق عضو حزب جمهوری‌خواه ایالات متحده آمریکا بود. وی در سال 1857 میلادی سناتور ایالت مین در سنای ایالات متحده آمریکا بود.